# Paraphanostoma
Paraphanostoma är ett släkte av plattmaskar som beskrevs av Steinböck 1931. Paraphanostoma ingår i familjen Childiidae.